# 横田郁
横田 郁（よこた たかし、1909年〈明治42年〉1月31日 - 1984年〈昭和59年〉6月9日）は、日本の銀行家。日本勧業銀行頭取、第一勧業銀行初代頭取、全国銀行協会連合会会長。

## 経歴
司法大臣・横田千之助の長男として、東京・麹町に生まれる。
慶應義塾幼稚舎、慶應義塾普通部を経て、1932年（昭和7年）に慶應義塾大学経済学部を卒業。翌年に日本勧業銀行に入行する。営業一筋に歩み、1969年（昭和44年）2月、武田満作頭取の病気退任を受け、副頭取であった横田が後任として昇格した。
頭取に就任した当時、勧銀は都市銀行中位でもたついており、折からの国際化の進展で銀行が生き残るためには合併しかないと判断し、第一銀行の井上薫と共に、渋澤倉庫の八十島親義や日本経済新聞社の池内正人らの力を借りて、極秘裡に合併計画を進め、第一勧業銀行を発足させた。合併後、横田は頭取、井上は会長となり、76年にそろって名誉会長に退くまで、二人三脚で困難な合併後の調整に腐心、都銀最大の資金量を誇る第一勧銀の基礎を固めた。
全国銀行協会連合会会長、経済団体連合会常任理事、財政金融委員長、慶應義塾評議委員会議長、連合三田会会長等も歴任した。
1979年（昭和54年）春に勲一等瑞宝章を受章し、死後従三位に叙された。

## 人物
政界では田中角栄との交友が深く、田中も1985年（昭和60年）に発刊された『横田郁追悼集』に一文を寄せている。元々田中が長岡鉄道（後の越後交通）の社長に就任した1950年（昭和25年）頃に、融資の件で横田に世話になったのがきっかけだったという。田中は『追悼集』の一文の中で「一生を通じて私的交友を持ち続けたのは、金子鋭・中山素平と横田の3人だけ」と述べている。
酒は全く飲めない。そのため宴席では煎茶・ほうじ茶で場をつなぐのが常だった。一方で健啖家で、そら豆の煮付けや卯の花と野菜・油揚げの煮込みといった小鉢が好物だった。